# Octolepis
Octolepis es un género botánico con nueve especies de plantas con flores perteneciente a la familia Thymelaeaceae.

## Especies seleccionadas
- Octolepis caseana
- Octolepis congolana
- Octolepis decalepis